# 三水戰鬥
三水戰鬥發生於1927年12月25日，地點則是在中國粵西一帶，是國民革命軍內部所發生的內戰戰鬥之一。三水戰鬥的交戰雙方，一方為十五軍黃紹雄部，另一方為五軍李福林部。